# Perizoma complicata
Perizoma complicata är en fjärilsart som beskrevs av Paul Dognin 1911. Perizoma complicata ingår i släktet Perizoma och familjen mätare. Inga underarter finns listade i Catalogue of Life.